# サクロ・クオーレ・カトリック大学
聖心カトリック大学（伊: Università Cattolica del Sacro Cuore, UCSC）（サクロ・クオーレ・カトリック大学）は、イタリア・ロンバルディア州ミラノにメインキャンパスを置く総合大学。1921年に内科医であるアゴスティーノ・ジェメッリにより創立されたヨーロッパ最大の私立大学であり、世界で最も大きなカトリック大学でもある。ローマ、ブレシア、ピアチェンツァ、クレモナおよびカンポバッソにもキャンパスを持つ。

## 評価

### 世界学術ランキング
2017年QS世界科目別ランキングによると、サクロ・クオーレ・カトリック大学は10科目において世界上位200位以内に位置づけられる。法学は51 - 100位、医学は101 - 150位、経済学は151位 - 200位、経営学は201位 - 250位といった具合である。

### 就職
2017年QS世界大学雇用ランキングによると、世界上位100位以内の81位から90位に位置づけられる。

## 主な関係者
- オスカル・ルイージ・スカルファロ（1918年9月9日 - 2012年1月29日、第9代イタリア大統領）
- アンジェリーノ・アルファノ（1970年10月31日 -、元イタリア外務大臣）
- チリアーコ・デ・ミータ（1928年2月2日 - 2022年5月26日、第70代イタリア首相）
- ロマーノ・プローディ（1939年8月9日 -、第10代欧州委員会委員長、第76、80代イタリア首相）
- ウンベルト・ガリンベルティ（イタリア語版）（1942年5月2日 -、哲学者）
- ミカエル・ジャン（1957年9月6日 -、第27代カナダ総督）
- セシル・キエンジェ（イタリア語版）（1964年8月28日 -、眼科医、元イタリア総務大臣）
- 須磨久善（1950年3月1日 -、日本初のバチスタ手術に成功、SAVE手術の考案、心臓外科医）
- ダニーロ・ガリナリ（1988年8月8日 -、プロバスケットボール選手。NBAデンバー・ナゲッツ所属）
- ファブリツィオ・ロマーノ（1993年2月21日 -、サッカージャーナリスト）

## ジェメッリ総合病院

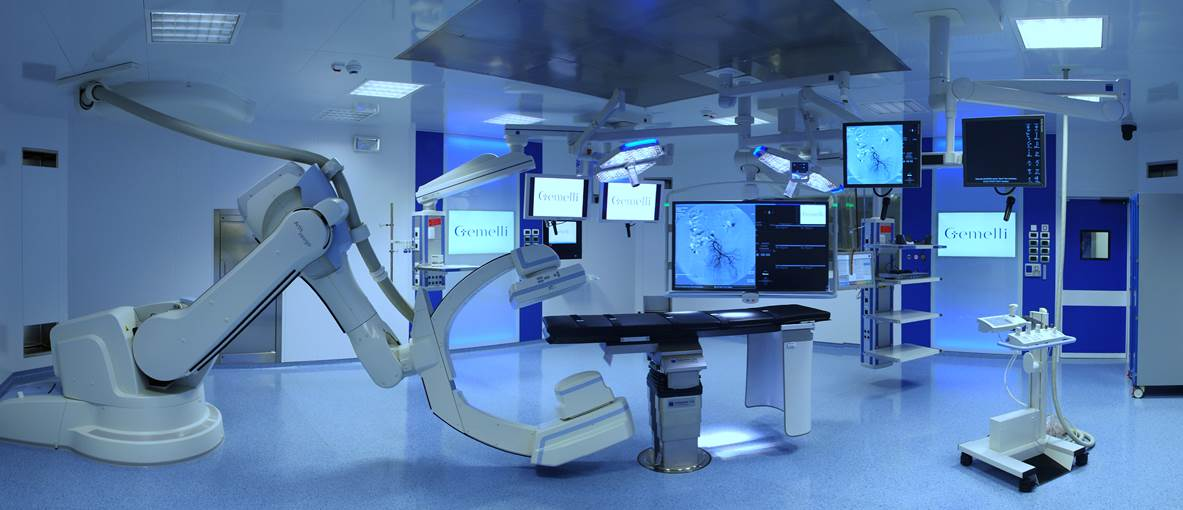
ジェメッリ病院・ハイブリッド手術室の様子

カトリック大学の創立者である内科医アゴスティーノ・ジェメッリにちなんだ大学付属病院である。首都ローマにある高度先進医療施設であり、イタリアでは最もよく知られる病院の一つである。病床数は1558床であり、ローマでは最大、イタリア国内で2番目の規模を誇る。ローマ教皇御用達の病院であり、マザー・テレサ、スティーヴン・ホーキングなどの著名人が過去に入院したことでも有名である。2023年度のニューズウィーク世界の病院ランキングではイタリア国内で1位、世界では38位に位置付けられている。またジェメッリ総合病院は2021年に国際的な医療機能評価JCIの認証を取得した。